# Róża wielokwiatowa

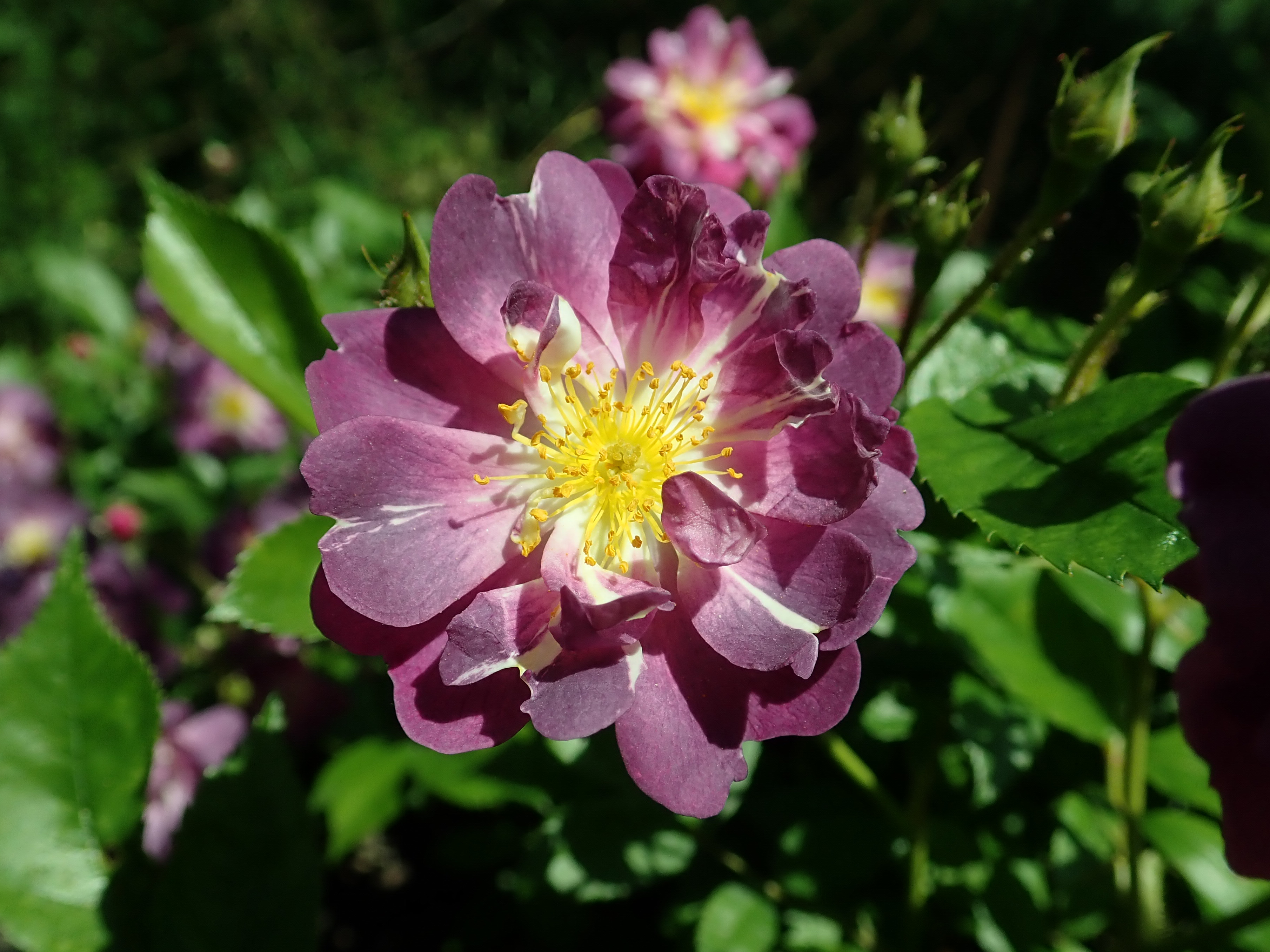
Odmiana 'Veilchenblau' pochodząca od róży wielokwiatowej

Róża wielokwiatowa (Rosa multiflora Thunb.) – gatunek krzewu z rodziny różowatych. Pochodzi ze wschodniej Azji (Chiny, Korea i Japonia), ale rozprzestrzenił się jako gatunek zawleczony w Australii i Nowej Zelandii, Ameryce Północnej i Afryce. Jest uprawiany na obszarach umiarkowanych i ciepłych półkuli północnej, także w Polsce.

## Morfologia
PokrójKrzew rosnący bardzo bujnie i osiągający wysokość 2,5 m oraz średnicę 4 m.
ŁodygaDługie pnące się lub czołgające pędy z krótkimi i hakowatymi kolcami.
LiścieDrobne, błyszczące, ciemnozielone; na jesieni przybierają pomarańczowoczerwoną barwę. Przylistki są frędzlowato wcinane.
KwiatyPięciopłatkowe, drobne i pachnące kwiaty zebrane są w wiechowate kwiatostany. Płatki białe lub różowe, pręciki złotożółte zrośnięte w kolumienkę. Działki kielicha po przekwitnieniu odginają się na zewnątrz i wcześnie odpadają. Szyjki słupków wystają z wnętrza hypancjum i są podobnie jak pręciki zrośnięte.
OwoceDrobne (tzw. owoce pozorne), o średnicy tylko 0,5 cm, koralowo-czerwone.

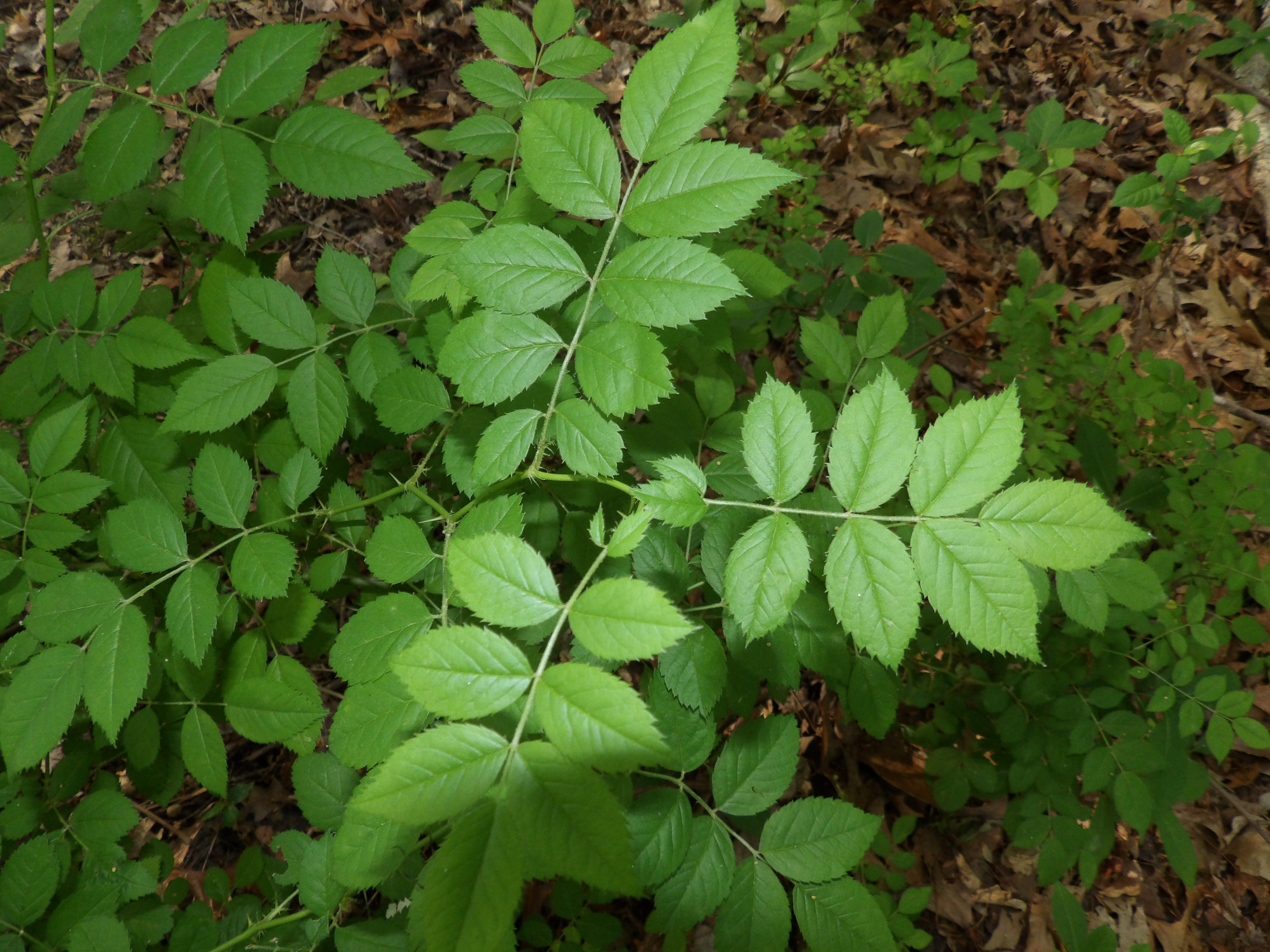
Liście
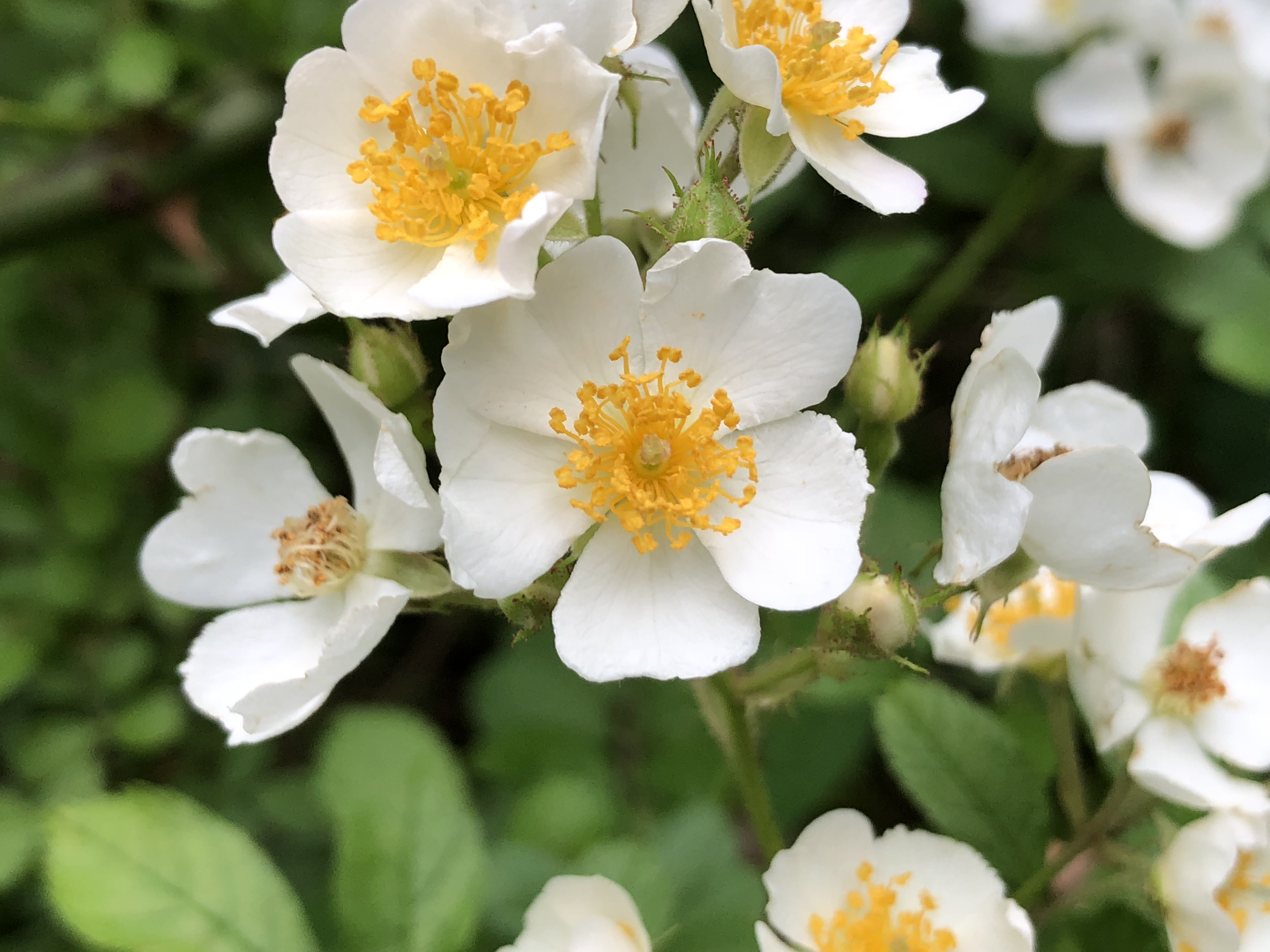
Kwiaty
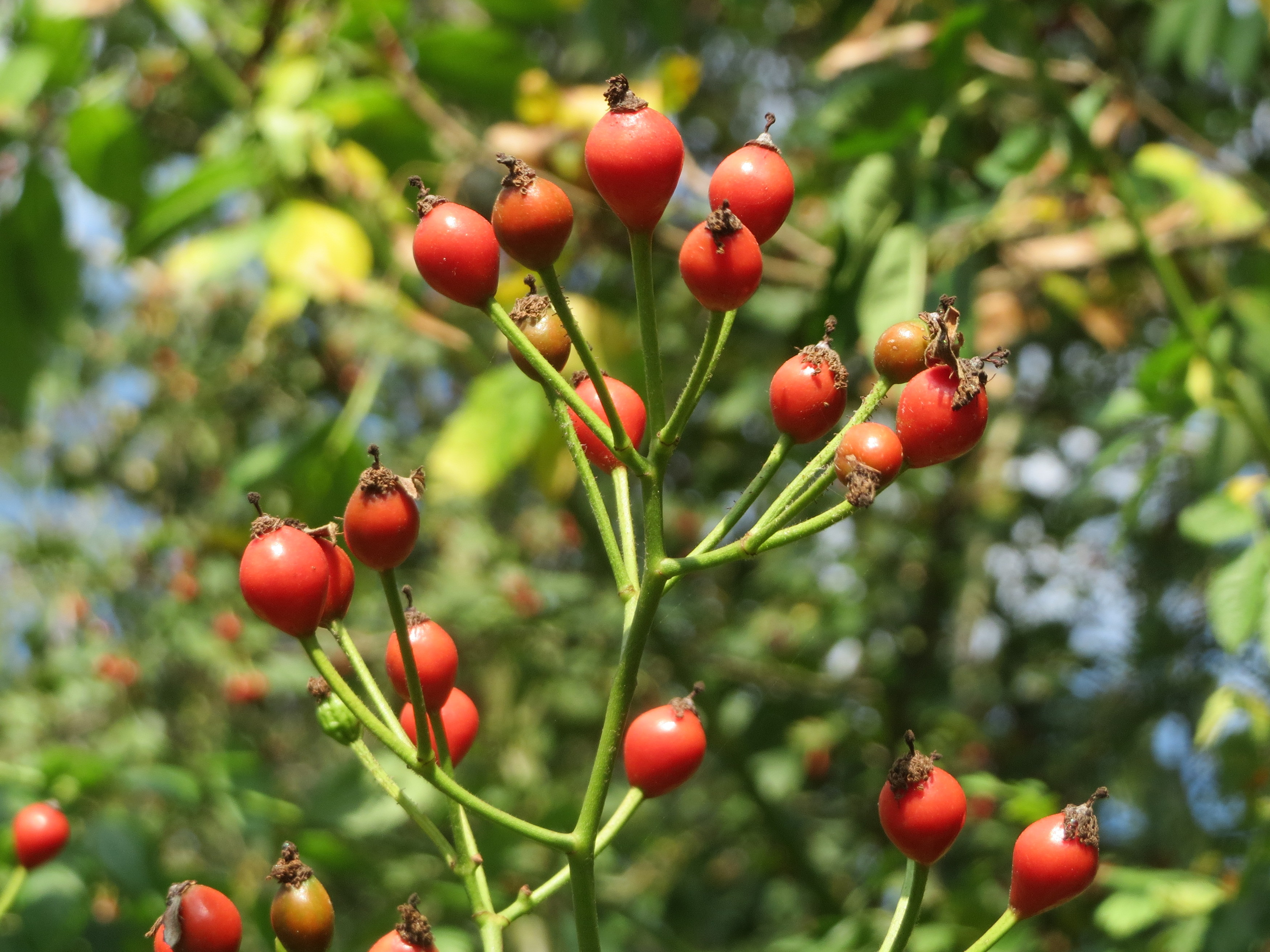
Owoce

## Zmienność
Gatunek ten odznacza się dużą zmiennością, toteż istnieją liczne jego formy. W szkółkach, które rozmnażają pierwotny gatunek, znane są np. sporty (spontaniczne mutacje) bardzo kolczaste lub całkowicie pozbawione kolców.

## Zastosowanie
- Od gatunku tego pochodzi wiele odmian róż z grupy róż wielokwiatowych i pnących[4].
- Ze względu na szybki przyrost biomasy nadaje się do uprawy jako roślina energetyczna.